# 公道90号線 (イスラエル)

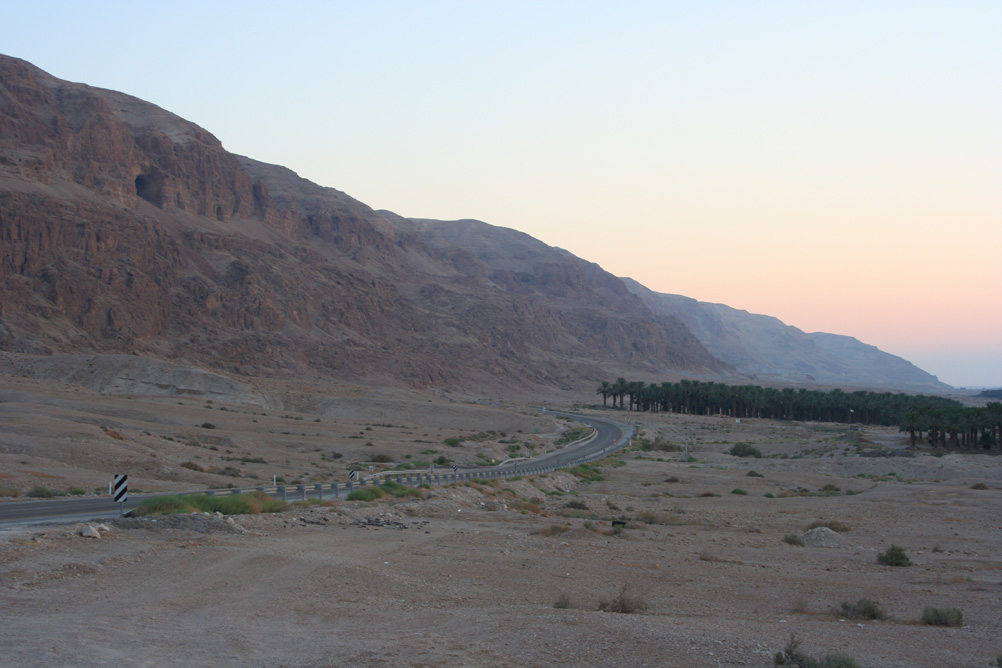
イスラエルの公道90号線（死海付近）

公道90号線（ 英語: Highway 90）はイスラエルの主要道路の一つで、イスラエルの東端を、北はレバノン国境のキリヤット・シュモナからイスラエル南端のエイラートまでの南北を結び、全長478.7km。

## 概要
イスラエルの公道90号線は主要道路の一つで、イスラエルの東端を北はレバノン国境のキリヤット・シュモナから、ガリラヤ湖の西岸を経て、ヨルダン川に沿って南下して、ヨルダン川西岸地区に入り、エリコ付近で公道1号線（ヤッファ街道）の終点を経て、死海の西岸を通り、ヨルダン川西岸地区を抜けて、イスラエル南端のエイラートまでを結ぶ478.7㎞である。中央部のヨルダン川西岸地区では、北と南に2つの検問所がある。 
死海、クムラン洞窟、エン・ゲディ、エイラートなどの観光地へ行くには必須のアクセス道路である。アラバの谷（Arabah）を通る部分は、別名「アラバ街道」（Arabah Road）とも呼ばれている。